# Josef Láska
Josef Láska (* 4. března 1993, Praha) je český divadelní a televizní herec a dabér. 

## Životopis
Pochází z Prahy. Jeho maminka předcvičovala aerobik v jednom pražském fitness a když nesehnala hlídání, tak ho brala s sebou. Na její lekce chodívala jedna slečna, jenž měla na starosti dětský soubor v Divadle na Vinohradech. Díky jeho hraní a představivosti jim nabídla, zda by se nechtěl k nim přidat do souboru. Po dlouhém přemlouvání rodičů nakonec svolili a od 7 let začal hrát v Divadle na Vinohradech. Když mu bylo deset let, tak během účinkování v divadelním představení ho uviděl Ivan Krob. Nabídl mu natáčení pohádky a řekl mu, že má talent a má zkusit herectví. Proto se poctivě začal připravovat na Pražskou konzervatoř, kde byl přijat.
Během studiích hostoval v Divadle na Vinohradech a Městském divadle v Mostě, kde se poprvé představil v roli Luigiho v inscenaci Platit se nebude. Po dostudování na konzervatoři odeslal svůj životopis do divadel v Pardubicích, Plzni a Mladé Boleslavi. V Divadle na Vinohradech se měl přesunout z dětského souboru do uměleckého souboru, ale změnilo se vedení a změnily se i plány. V té době onemocněl jeho kamarád a nemohl hrát v nové inscenaci v Městském divadle v Mostě, a tak ho Josef zaskočil a následně mu nabídli hostování. Na jedno z představení přijeli z Východočeského divadla Pardubice, a to podívat se na jeho kolegu Radima Madeju. V představení se jim ale líbil i Josef, a tak i jemu nabídli hostování.. V Pardubicích je od roku 2015 ve stálém angažmá a vytváří zde řadu rolí. Jeho první rolí zde byl voják Simon v Kavkazském křídovém kruhu. Dále si zde například zahrál Cassiea v Othellovi, mladého Rafaela v Konci masopustu, Setníka v Spříznění volbou, Christophera v Podivném případu se psem, Vávru v Maryše, Peška v Noci na Karlštejně a titulní roli v Krásce a zvíře a Zamilovaném Shakespearovi.
V roce 2020 obdržel cenu Thálie pro mladého činoherce do 33 let. V divácké anketě se stal Nejoblíbenějším pardubickým hercem roku 2023.
Kromě divadla si už jaké dítě také zahrál před kamerami. Jeho debutovním filmem byla Vánoční panenka v roce 2004. Následně si v televizi zahrál v desítce seriálů. Od roku 2019 se věnuje i dabingu.

## Filmografie
| Rok  | Název                                 | Role              | Poznámky                                                           |
| ---- | ------------------------------------- | ----------------- | ------------------------------------------------------------------ |
| 2004 | Vánoční panenka                       | našeptavač        | film                                                               |
| 2008 | 3 plus 1 s Miroslavem Donutilem       | Bohouš            | televizní seriál, díl: „Otcové a synové“                           |
| 2008 | Nemocnice na kraji města - nové osudy | Péťa              | televizní seriál                                                   |
| 2010 | Ordinace v růžové zahradě 2           |                   | televizní seriál, díl: „Lhářka“                                    |
| 2010 | Sama v čase normálnosti               | Martin            | film                                                               |
| 2010 | Moje sestra                           | Lukáš             | studentský film                                                    |
| 2011 | Poupata                               | Honza             | film                                                               |
| 2012 | Helena                                | Tadeáš            | televizní seriál, díl: „Zápas“                                     |
| 2013 | Cesty domů                            |                   | televizní seriál, díl: „Je to tvůj život“                          |
| 2013 | Cyril a Metoděj - Apoštolové Slovanů  | malý Metoděj      | TV minisérie                                                       |
| 2013 | Doktoři z Počátků                     | Petr              | televizní seriál                                                   |
| 2015 | Road-Movie                            | Jakubův kamarád   | film                                                               |
| 2017 | Ohnivý kuře                           | zákazník Kolousek | televizní seriál, díl: „Vietnamský bufet“ a „Dramatické okolnosti“ |
| 2017 | Modrý kód                             |                   | televizní seriál, díl: „Velká láska“                               |
| 2018 | Krejzovi                              |                   | televizní seriál, díly: „Had v ráji“ a „Mistr ping-pong“           |
| 2021 | Slunečná                              |                   | televizní seriál, díl: „Střecha nad hlavou“                        |
| 2021 | Dvojka na zabití                      |                   | televizní seriál, díly: „Vražda z druhé ruky“                      |
| 2022 | ZOO                                   | Chába             | televizní seriál, díly: „Bez rodičů“ a „Odstraňte Anču!“           |
| 2022 | Stříbrné requiem                      |                   | film                                                               |
| 2023 | Jedna rodina                          |                   | televizní seriál, díl: „Sauna“                                     |